# إقليم غينيا الجديدة
أدارت أستراليا إقليم غينيا الجديدة في جزيرة غينيا الجديدة من عام 1920 إلى عام 1975. في عام 1949، أنشئ اتحاد إداري يضم هذا الإقليم وإقليم بابوا، وأعيدت تسمية هذا الاتحاد الإداري لاحقًا إلى إقليم بابوا غينيا الجديدة عام 1971. على الرغم من أن إقليم غينيا الجديدة كان جزءًا من هذا الاتحاد، إلا أنه احتفظ طوال الوقت بوضع وهوية قانونية مستقلة حتى قيام دولة بابوا غينيا الجديدة.
كان الانتداب الأسترالي الأولي، بعنوان الانتداب على الممتلكات الألمانية في المحيط الهادئ الواقعة جنوب خط الاستواء غير ساموا الألمانية وناورو، قائمًا على غينيا الجديدة الألمانية السابقة، التي استولت عليها القوات الأسترالية واحتلتها خلال الحرب العالمية الأولى.
احتلت اليابان معظم أراضي غينيا الجديدة خلال الحرب العالمية الثانية بين عامي 1942 و 1945. خلال ذلك الوقت، أصبحت رابول في جزيرة بريطانيا الجديدة قاعدة يابانية رئيسية. بعد الحرب العالمية الثانية، دمجت مقاطعتا بابوا وغينيا الجديدة في اتحاد إداري بموجب قانون إدارة بابوا غينيا الجديدة (1945-46).

## خلفية عامة
في عام 1884 استولت ألمانيا رسميًا على الربع الشمالي الشرقي من غينيا الجديدة وأصبحت تعرف باسم غينيا الجديدة الألمانية. في نفس العام، أعلنت الحكومة البريطانية عن محمية في الربع الجنوبي الشرقي من غينيا الجديدة، واستولت عليها بصورة صريحة في 4 سبتمبر 1888، وأسمتها غينيا الجديدة البريطانية. نقل الإقليم إلى كومنولث أستراليا الجديدة في 18 مارس 1902، وأصبحت غينيا الجديدة البريطانية إقليم بابوا، وبدأت الإدارة الأسترالية في ذلك الإقليم عام 1906.

## من الحرب العالمية الأولى إلى انتداب عصبة الأمم
من ضمن الأنشطة الأولى للقوات المسلحة الأسترالية خلال الحرب العالمية الأولى استيلاء بحريتها وقوة استطلاعها العسكرية على غينيا الجديدة الألمانية والجزر المجاورة لأرخبيل بسمارك في أكتوبر 1914. أدارت ألمانيا عددًا من الأراضي في جنوب ووسط المحيط الهادئ كان البريطانيون قد طلبوا من القوات الأسترالية والنيوزيلندية الاستيلاء عليها. وفي 11 سبتمبر 1914، وصلت قوة من البحرية الملكية الأسترالية إلى رابول بالتزامن مع وصول قوة الاستطلاع البحري والعسكري الأسترالية إلى هربرتشوهي وكباكول للبحث عن محطات إذاعية ألمانية، وواجهت مقاومة ألمانية طفيفة. استولت القوات على رابول دون مقاومة في 12 سبتمبر، وتنازلت الإدارة الألمانية عن غينيا الجديدة الألمانية في 17 سبتمبر. لاحقًا، أرسلت قوات وسفن أسترالية لاحتلال أقاليم ألمانيا الأخرى، بما في ذلك البر الرئيسي لغينيا الجديدة، وأيرلندا الجديدة، والجزر الأميرالية، والجزر الغربية، وجزيرة بوغاينفيل، وجزر سليمان الألمانية. ظلت المستعمرة تحت السيطرة العسكرية الأسترالية حتى عام 1921.
في مؤتمر باريس للسلام عام 1919 الذي عقد بعد الحرب، سعى رئيس الوزراء الأسترالي بيلي هيوز إلى تأمين حيازة غينيا الجديدة من الإمبراطورية الألمانية المهزومة، وقال خلال المؤتمر: «من الناحية الاستراتيجية، فإن الجزر الشمالية (مثل غينيا الجديدة) تطوق أستراليا مثل الحصون». تنص المادة 22 من معاهدة فرساي على تقسيم ألمانيا وممتلكات قوى المركز الإمبراطورية بين الحلفاء المنتصرين خلال الحرب العالمية الأولى. في منطقة المحيط الهادئ، حصلت اليابان على الجزر الألمانية الواقعة شمال خط الاستواء (جزر مارشال، وأرخبيل كارولين، وجزر الماريانا، وبالاو)، وكياوتشو في الصين. أعطيت أراضي ساموا الألمانية إلى نيوزيلندا، وأراضي غينيا الجديدة الألمانية وأرخبيل بسمارك وناورو إلى أستراليا ضمن خطط انتداب عصبة الأمم: «الأقاليم التي كانت تحكمها [قوى مركزية] سابقًا والتي تسكنها شعوب لم تتمكن بعد من النهوض في ظل ظروف قاسية وصعبة في العالم الحديث».